# Yasumasa Tamanoi
Yasumasa Tamanoi (...) è un ex giocatore di football americano e allenatore di football americano giapponese, che ha giocato come defensive back.
Ha giocato per l'intera carriera per gli Obic Seagulls.

## Palmarès
- 1 Mondiale (2003)
- 6 Rice Bowl (1998, 2005, 2010, 2011, 2012, 2013)